# Escut de Bossòst

Escut no oficial de Bossòst

L'escut de Bossòst no ha estat oficialitzat fins ara. Segons Armand de Fluvià, a la Gran geografia comarcal de Catalunya, tindria el següent blasonament:
Escut caironat: d'argent, una vila d'or inflamada de gules amb un fènix de sable ixent de les flames. Per timbre, una corona mural de vila.

## Història
Es tracta d'un escut usat ja al segle xix, de vegades amb una bordura amb la inscripció llatina «Pulvere surgem candida pure ecce Bossòst» ('Bossòst reneix de les cendres més bella que abans'), en referència als diversos incendis que ha sofert la vila al llarg de la història, dels quals sempre ha aconseguit ressorgir.
A la imatge, els esmalts estan canviats, ja que el camper hi és de porpra i no d'argent, i el fènix és d'argent i no de sable.